# Віталітет
Віталітет (синонім — життєвість, від лат. vitalis — життєвий) — показник життєвого стану особини, що забезпечує реалізацію генетично обумовленої програми росту і розвитку. 
Показник запропонований у 1984 році фізіологом рослин Юліаном Злобіним. Злобін розрізняє віталітет на рівні особин, ценопопуляцій і видів.
На рівні особин віталітет визначається насамперед біомасою (чим краще розвинений організм, тим він більший; розрізняють великі, середні й дрібні особини), продукційним процесом і ступенем контролю особиною навколишнього середовища (для рослин — фітогенне поле, для тварин — інформаційне). Існує прямий зв'язок віталітету і щільності популяції (наприклад, особини лободи білої (Chenopodium album) з ценопопуляцій з низькою і високою щільністю можуть відрізнятися за фітомасою у 20 тисяч разів).
На рівні ценопопуляцій віталітет визначається співвідношенням особин різного типу: розрізняють процвітаючі ценопопуляції (переважають великі та середні особини), рівноважні (всі групи представлені більш-менш рівномірно) і депресивні (переважають дрібні особини).
На рівні видів віталітет оцінюється за допомогою шкал життєвості (наприклад, для рослин така шкала була запропонована Ж. Браун-Бланке і І. Павійяром).

## Ресурси Інтернета
- Дедю И. И. Экологический энциклопедический словарь. — Кишинев, 1989 [Архівовано 24 жовтня 2016 у Wayback Machine.]
- Словарь ботанических терминов / Под общ. ред. И. А. Дудки. — Киев, Наук. Думка, 1984 [Архівовано 31 жовтня 2016 у Wayback Machine.]
- Англо-русский биологический словарь (online версия) [Архівовано 6 листопада 2016 у Wayback Machine.]
- Англо-русский научный словарь (online версия) [Архівовано 21 жовтня 2016 у Wayback Machine.]